# Ixobrychus exilis
Il tarabusino minore americano (Ixobrychus exilis (J.F. Gmelin, 1789)) è un uccello della famiglia Ardeidae, diffuso nel Nuovo Mondo.